# آسیاب حریر
آسیاب حریر مربوط به سده‌های متاخر دوران‌های تاریخی پس از اسلام است و در شهرستان دالاهو، بخش مرکز ی، دهستان حومه، ۶۰۰ متری شمال شرق روستای حریر واقع شده و این اثر در تاریخ ۲۷ اسفند ۱۳۸۶ با شمارهٔ ثبت ۲۲۴۹۲ به‌عنوان یکی از آثار ملی ایران به ثبت رسیده است.